# Saint-Quentin-Fallavier
 Saint-Quentin-Fallavier est une commune française de l'unité urbaine de Villefontaine, située dans le département de l'Isère en région Auvergne-Rhône-Alpes.
Son territoire a été en grande partie aménagé dans le cadre de la ville nouvelle de L'Isle-d'Abeau, dont elle héberge l'important parc d'activités de Chesnes. Il s'agit depuis 2007 d'une des 22 communes de la communauté d'agglomération Porte de l'Isère dont le siège est fixé dans la commune voisine de L'Isle d'Abeau.

## Géographie

### Localisation et description
Saint-Quentin-Fallavier est située en Isère, à la limite du département du Rhône, sur l'axe A43, Lyon/Grenoble/Chambéry, respectivement à 24 km de Lyon et, 80 km de Grenoble. La ville est adossée à une série de collines en avant des préalpes, visibles à l'horizon. L'aéroport Lyon-Saint-Exupéry se situe à 15 km.
Saint-Quentin-Fallavier, qui a connu une forte urbanisation à compter des années 1970, faisait partie de la ville nouvelle de l'Isle d'Abeau transformée en 2007 en communauté d'agglomération Porte de l'Isère (CAPI).

### Communes limitrophes
Le territoire de la commune est limitrophe des territoires de neuf autres communes du département de l'Isère.

### Géologie et relief
La superficie de la commune est de 2 283 hectares ; son altitude varie de 206  à   364 mètres. Celle-ci est située au cœur des terres du Bas-Dauphiné, taillées dans la masse des sédiments molassiques déposés dans la mer au milieu de l’ère tertiaire.

#### Sites géologiques remarquables
Le gisement fossilifère des carrières souterraines de Saint-Quentin-Fallavier est un site géologique remarquable de 1,15 hectare. En 2014, ce site d'intérêt paléontologique est classé « deux étoiles » à l'« Inventaire du patrimoine géologique ».

### Hydrographie
Le territoire communal est longé à la pointe de sa partie orientale par le canal de dessèchement de la Bourbre. Il s'agit une rivière d'une longueur de 72,2 km qui traverse une grande partie de la plaine berjalienne et qui conflue avec le Rhône au nord du département de l'Isère.

### Climat
Pour des articles plus généraux, voir Climat d'Auvergne-Rhône-Alpes et Climat de l'Isère.
En 2010, le climat de la commune est de type climat océanique altéré, selon une étude du Centre national de la recherche scientifique s'appuyant sur une série de données couvrant la période 1971-2000. En 2020, Météo-France publie une typologie des climats de la France métropolitaine dans laquelle la commune est dans une zone de transition entre le climat semi-continental et le climat de montagne et est dans une zone de transition entre les régions climatiques « Bourgogne, vallée de la Saône » et « Moyenne vallée du Rhône ».
Pour la période 1971-2000, la température annuelle moyenne est de 11,7 °C, avec une amplitude thermique annuelle de 17,9 °C. Le cumul annuel moyen de précipitations est de 938 mm, avec 9,7 jours de précipitations en janvier et 6,6 jours en juillet. Pour la période 1991-2020, la température moyenne annuelle observée sur la station météorologique de Météo-France la plus proche, « Lyon-Saint-Exupery », sur la commune de Colombier-Saugnieu à 9 km à vol d'oiseau, est de 12,8 °C et le cumul annuel moyen de précipitations est de 862,5 mm,. Pour l'avenir, les paramètres climatiques de la commune estimés pour 2050 selon différents scénarios d'émission de gaz à effet de serre sont consultables sur un site dédié publié par Météo-France en novembre 2022.
| Mois                                  | jan.             | fév.             | mars            | avril         | mai             | juin          | jui.           | août           | sep.           | oct.            | nov.            | déc.             | année      |
| ------------------------------------- | ---------------- | ---------------- | --------------- | ------------- | --------------- | ------------- | -------------- | -------------- | -------------- | --------------- | --------------- | ---------------- | ---------- |
| Température minimale moyenne (°C)     | 1,1              | 1,4              | 4,3             | 7,3           | 11,2            | 14,8          | 16,7           | 16,5           | 12,8           | 9,6             | 4,8             | 1,9              | 8,5        |
| Température moyenne (°C)              | 3,9              | 4,9              | 8,8             | 12,1          | 16,1            | 19,9          | 22,1           | 21,9           | 17,7           | 13,5            | 7,9             | 4,6              | 12,8       |
| Température maximale moyenne (°C)     | 6,6              | 8,4              | 13,4            | 16,9          | 20,9            | 25            | 27,5           | 27,3           | 22,5           | 17,3            | 11              | 7,2              | 17         |
| Record de froid (°C) date du record   | −20,3 07.01.1985 | −12,9 11.02.1986 | −9,6 01.03.05   | −3 08.04.03   | −0,2 01.05.1976 | 4 04.06.1984  | 6,6 22.07.1980 | 5,1 30.08.1986 | 1,7 22.09.1977 | −3,7 31.10.1997 | −8,1 27.11.1989 | −12,7 10.12.1980 | −20,3 1985 |
| Record de chaleur (°C) date du record | 20,4 10.01.15    | 22,4 24.02.1990  | 26,1 22.03.1990 | 28,8 30.04.05 | 33,9 24.05.09   | 38,1 22.06.03 | 39,4 24.07.19  | 39,9 24.08.23  | 34,2 10.09.23  | 30,3 09.10.23   | 22,4 08.11.15   | 20,1 18.12.1989  | 39,9 2023  |
| Ensoleillement (h)                    | 727              | 993              | 1 678           | 1 826         | 2 165           | 2 515         | 2 786          | 2 469          | 186            | 1 235           | 717             | 504              | 19 473     |
| Précipitations (mm)                   | 55               | 46,9             | 54,1            | 72,4          | 82,7            | 70,7          | 67,4           | 70,6           | 86,6           | 101             | 92,1            | 63               | 862,5      |

### Voies de communication et transports
La commune est desservie par :

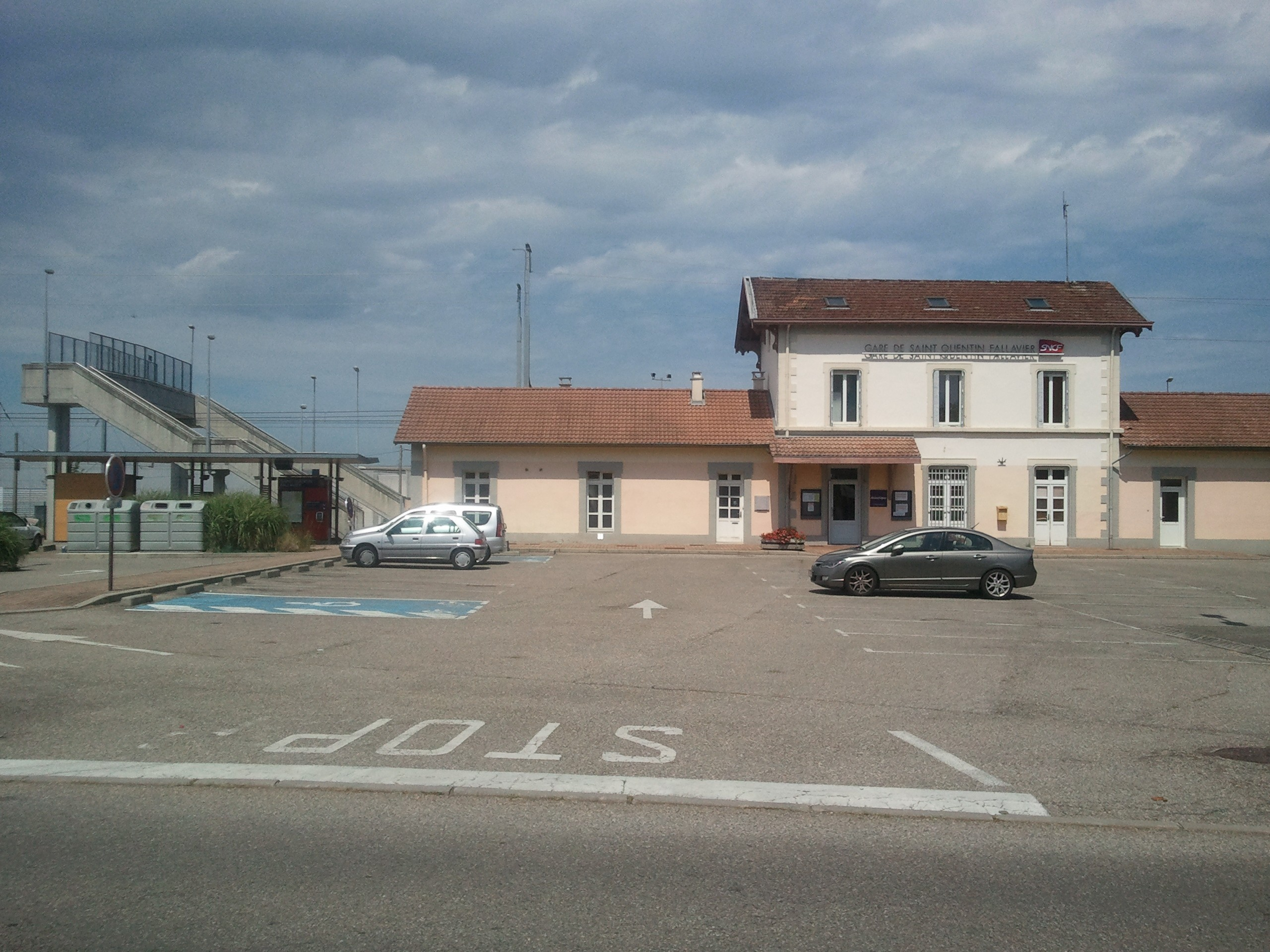
La gare.

- le chemin de fer : TER Lyon - Bourgoin-Jallieu - Saint André-le-Gaz ;
- les voies routières : L'A43 (Lyon-Chambery-Grenoble) et l'ancienne RN6, reclassée en route départementale (RD1006) qui permet de joindre Lyon à la frontière italienne.
- les autocars : ligne du Réseau interurbain de l'Isère (Cars Région Isère) T17 (Le Pont-de-Beauvoisin — Centre ⥋ Saint-Laurent-de-Mure)
- les autobus : ligne A du Réseau urbain Bourgoin-Jallieu - Agglomération nouvelle (Saint-Quentin-Fallavier Gare - L'Isle d'Abeau).

Le passage par Saint-Quentin-Fallavier dans le cadre du contournement ferré de l'agglomération lyonnaise (CFAL) est encore[Quand ?] à l'étude.

## Urbanisme

### Typologie
Au 1er janvier 2024, Saint-Quentin-Fallavier est catégorisée ceinture urbaine, selon la nouvelle grille communale de densité à sept niveaux définie par l'Insee en 2022.
Elle appartient à l'unité urbaine de Villefontaine, une agglomération intra-départementale regroupant six  communes, dont elle est une commune de la banlieue,,. Par ailleurs la commune fait partie de l'aire d'attraction de Lyon, dont elle est une commune de la couronne,. Cette aire, qui regroupe 397 communes, est catégorisée dans les aires de 700 000 habitants ou plus (hors Paris),.

### Occupation des sols
L'occupation des sols de la commune, telle qu'elle ressort de la base de données européenne d’occupation biophysique des sols Corine Land Cover (CLC), est marquée par l'importance des territoires artificialisés (45,6 % en 2018), en augmentation par rapport à 1990 (34,3 %). La répartition détaillée en 2018 est la suivante : 
zones industrielles ou commerciales et réseaux de communication (37 %), terres arables (25,3 %), forêts (13 %), zones agricoles hétérogènes (11,6 %), zones urbanisées (8,6 %), prairies (3,1 %), eaux continentales (1,5 %). L'évolution de l’occupation des sols de la commune et de ses infrastructures peut être observée sur les différentes représentations cartographiques du territoire : la carte de Cassini (XVIIIe siècle), la carte d'état-major (1820-1866) et les cartes ou photos aériennes de l'IGN pour la période actuelle (1950 à aujourd'hui).

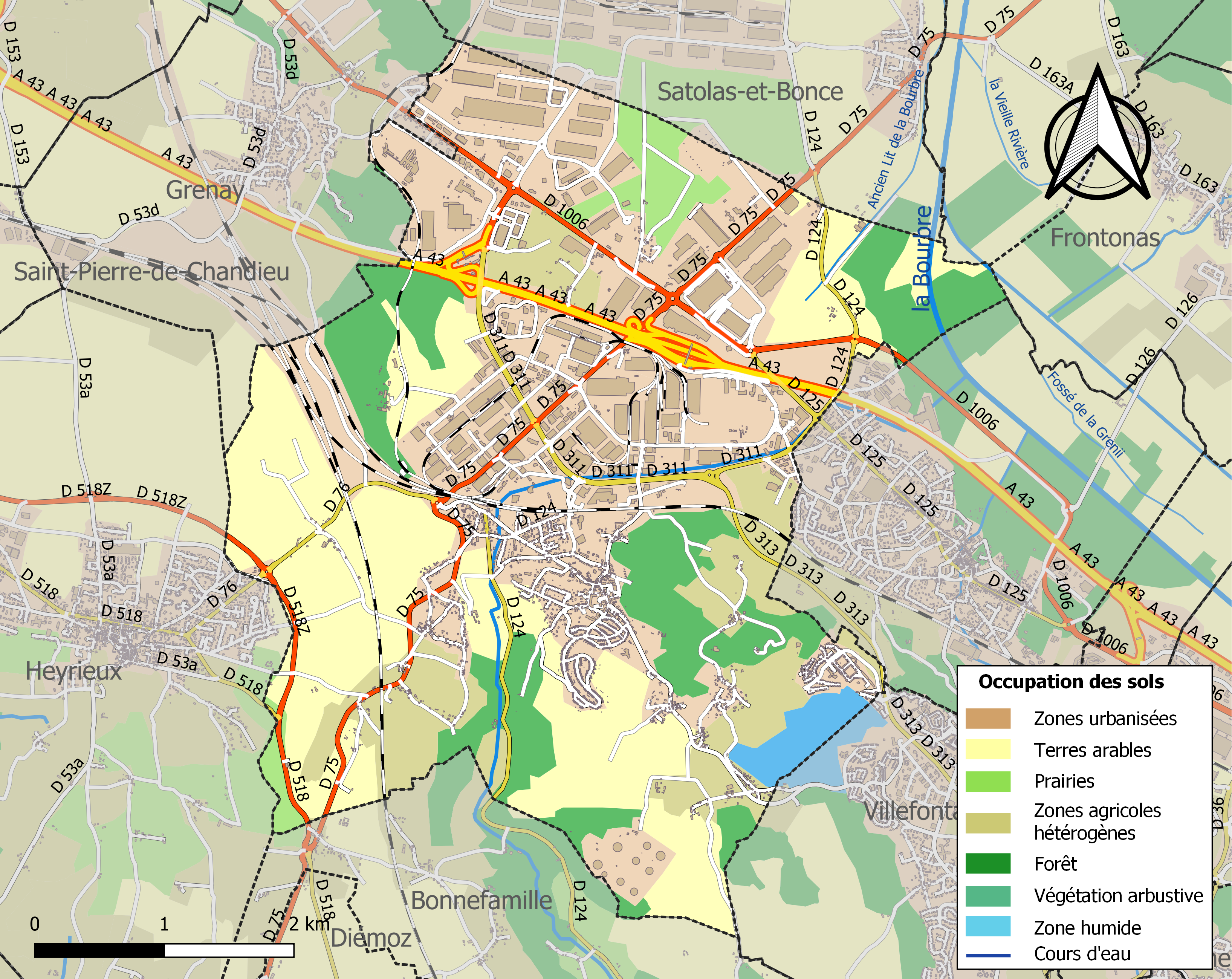
Carte des infrastructures et de l'occupation des sols de la commune en 2018 (CLC).

### Morphologie urbaine
Depuis 1970, la ville voit des changements radicaux avec la construction d'HLM et de quartiers :
◾ Les Furins
◾ Les Moines 
◾ La Lieuse 
◾ Les Marronniers 
◾ Les Salvias
En 2002, le département de l'Isère finance un projet qui aide les quartiers prioritaires de Saint-Quentin-Fallavier.
Depuis 2016, la ville subit beaucoup de changements comme la destruction de la salle des fêtes puis de l'ancienne mairie et de la maison des services de la mairie.

### Logement
En 2009, le nombre total de logements dans la commune était de 2 089, alors qu'il était de 1 958 en 1999.
Parmi ces logements, 95,8 % étaient des résidences principales, 1,1 % des résidences secondaires et 3,1 % des logements vacants. Ces logements étaient pour 75,3 % d'entre eux des maisons individuelles et pour 24,2 % des appartements.
La proportion des résidences principales, propriétés de leurs occupants était de 62,9 %, en légère augmentation par rapport à 1999 (58,9 %). La part de logements HLM loués vides (logements sociaux) était de 27,3 % contre 31,2 % en 1999, leur nombre ayant diminué de 580 à 546.

### Projets d'aménagements
Les projets d'aménagement sont des démolitions de bâtiments ou de structures anciennes ainsi que la créations de nouvelles routes et structures

### Risques naturels et technologiques

#### Risques sismiques
L'ensemble du territoire de la commune de Saint-Quentin-Fallavier est situé en zone de sismicité no 3 (sur une échelle de 1 à 5), comme la plupart des communes de son secteur géographique.
| Type de zone | Niveau            | Définitions (bâtiment à risque normal) |
| ------------ | ----------------- | -------------------------------------- |
| Zone 3       | Sismicité modérée | accélération = 1,1 m/s2                |

## Toponymie
Par un décret présidentiel du 2 juillet 1885, Fallavier est rattachée à Saint-Quentin pour former « Saint-Quentin-Fallavier ».

## Histoire

### Antiquité et Moyen Âge

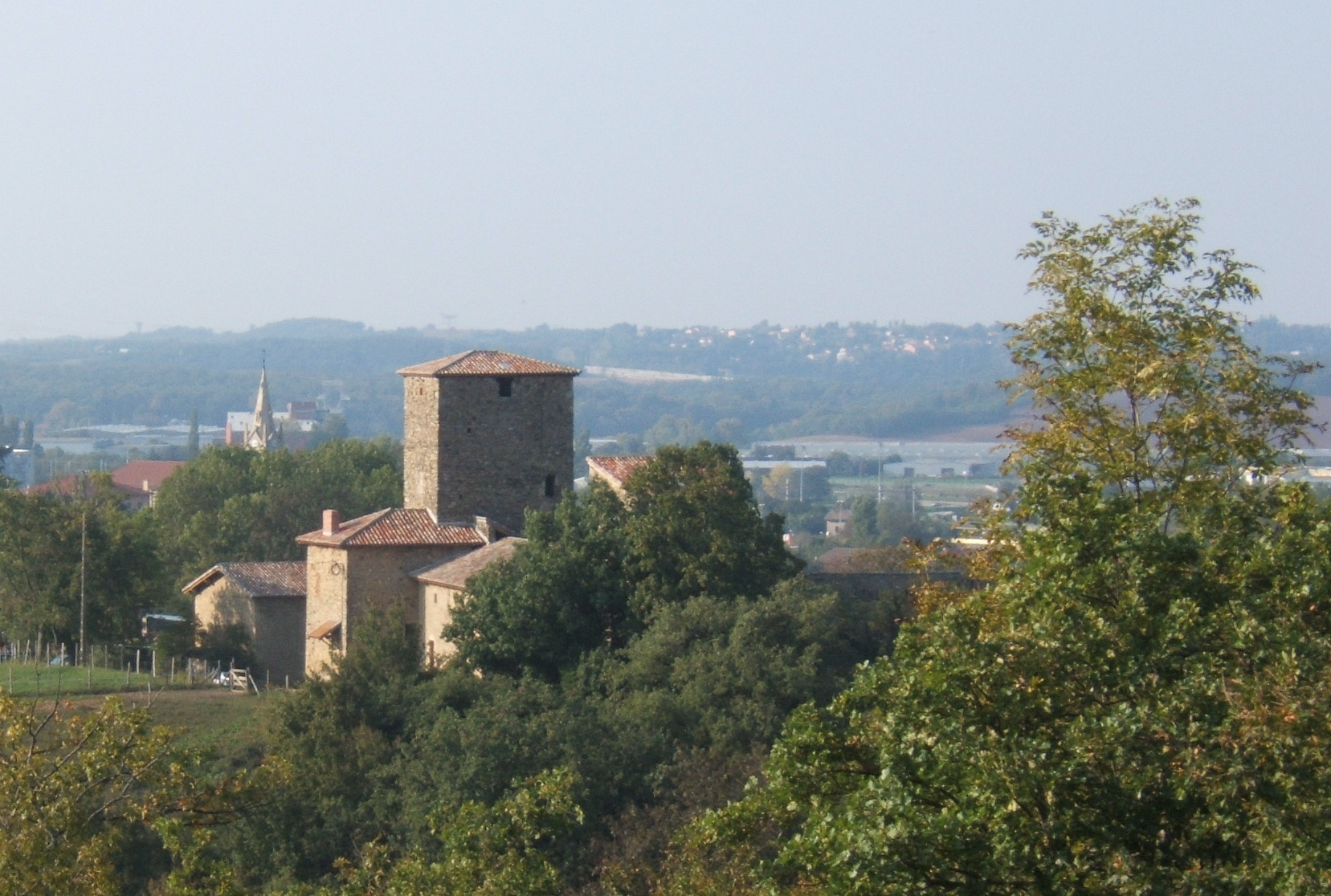
La maison forte des Allinges et, derrière, la flèche de l'église.

Le site de Fallavier est occupé par l'homme dès la préhistoire, il y a 16 000 ans environ. Une nécropole gallo-romaine, et un ouvrage hydraulique du IIe siècle ont été découverts sur place.
Un premier château existait déjà au XIIIe siècle et, après l'avoir acquis en 1250, les comtes de Savoie le font agrandir et renforcer. Les comptes de la châtellenie de Fallavier, mis en place par Pierre II de Savoie, sont parmi les plus anciens conservés de la gestion par les Savoie, ils remontent à 1246-1247.
À la fin du conflit frontalier entre la Savoie et le Dauphiné, le château est peu à peu délaissé au profit de la maison forte des Allinges.

### Époque contemporaine

#### XIXesiècleetXXesiècle
Des mines de fer sont exploitées au XIXe siècle. Une exposition a été organisée à la Maison des Allinges en septembre 2021 afin de faire connaître l'histoire de l'exploitation de ce minerai.
La proximité de l'agglomération lyonnaise (environ une trentaine de kilomètres), la création de l'Aéroport de Lyon-Saint-Exupéry et la naissance de la ville nouvelle ont permis de créer une zone d'activité de taille européenne en partie sur le territoire de la commune.

#### XXIesiècle
Le 26 juin 2015, un terroriste se rend à son lieu de travail, une entreprise de livraison puis il décapite le gérant sur le site d'un fabricant de gaz industriel. Il s'agit de la première décapitation effectuée à l'intérieur des frontières actuelles de la France dans le cadre d'un acte terroriste, pratique souvent utilisée par l'État islamique en Irak et en Syrie.

## Politique et administration

### Tendances politiques et résultats
| Scrutin             | Scrutin             | 1er tour | 1er tour | 1er tour | 1er tour | 1er tour  | 1er tour | 1er tour | 1er tour | 1er tour | 1er tour | 1er tour | 1er tour | 2d tour | 2d tour | 2d tour | 2d tour | 2d tour | 2d tour |
| Scrutin             | Scrutin             | 1er      | 1er      | %        | 2e       | 2e        | %        | 3e       | 3e       | %        | 4e       | 4e       | %        | 1er     | 1er     | %       | 2e      | 2e      | %       |
| ------------------- | ------------------- | -------- | -------- | -------- | -------- | --------- | -------- | -------- | -------- | -------- | -------- | -------- | -------- | ------- | ------- | ------- | ------- | ------- | ------- |
| Présidentielle 2017 | Présidentielle 2017 |          | FN       | 28,33    |          | LFI       | 26,22    |          | EM       | 17,99    |          | LR       | 13,29    |         | EM      | 56,59   |         | FN      | 43,41   |
| Présidentielle 2022 | Présidentielle 2022 |          | RN       | 30,11    |          | LFI       | 25,63    |          | LREM     | 21,30    |          | REC      | 5,85     |         | LREM    | 50,82   |         | RN      | 49,18   |
| Législatives 2022   | 10e                 |          | Ren-Ens  | 30,27    |          | LFI-Nupes | 28,01    |          | RN       | 22,64    |          | LR       | 7,05     |         | Ren     | 50,12   |         | RN      | 49,88   |
| Législatives 2024   | 10e                 |          | RN       | 42,46    |          | LFI-NFP   | 30,13    |          | Ren-Ens  | 18,28    |          | LR       | 6,98     |         | RN      | 51,80   |         | LFI     | 48,20   |

### Administration municipale
Le nombre d'habitants au dernier recensement étant compris entre 5 000 et 9 999, le nombre de membres du conseil municipal est de 29.
En 2010, la commune a été récompensée par le label « Ville Internet @@@ ».

### Liste des maires

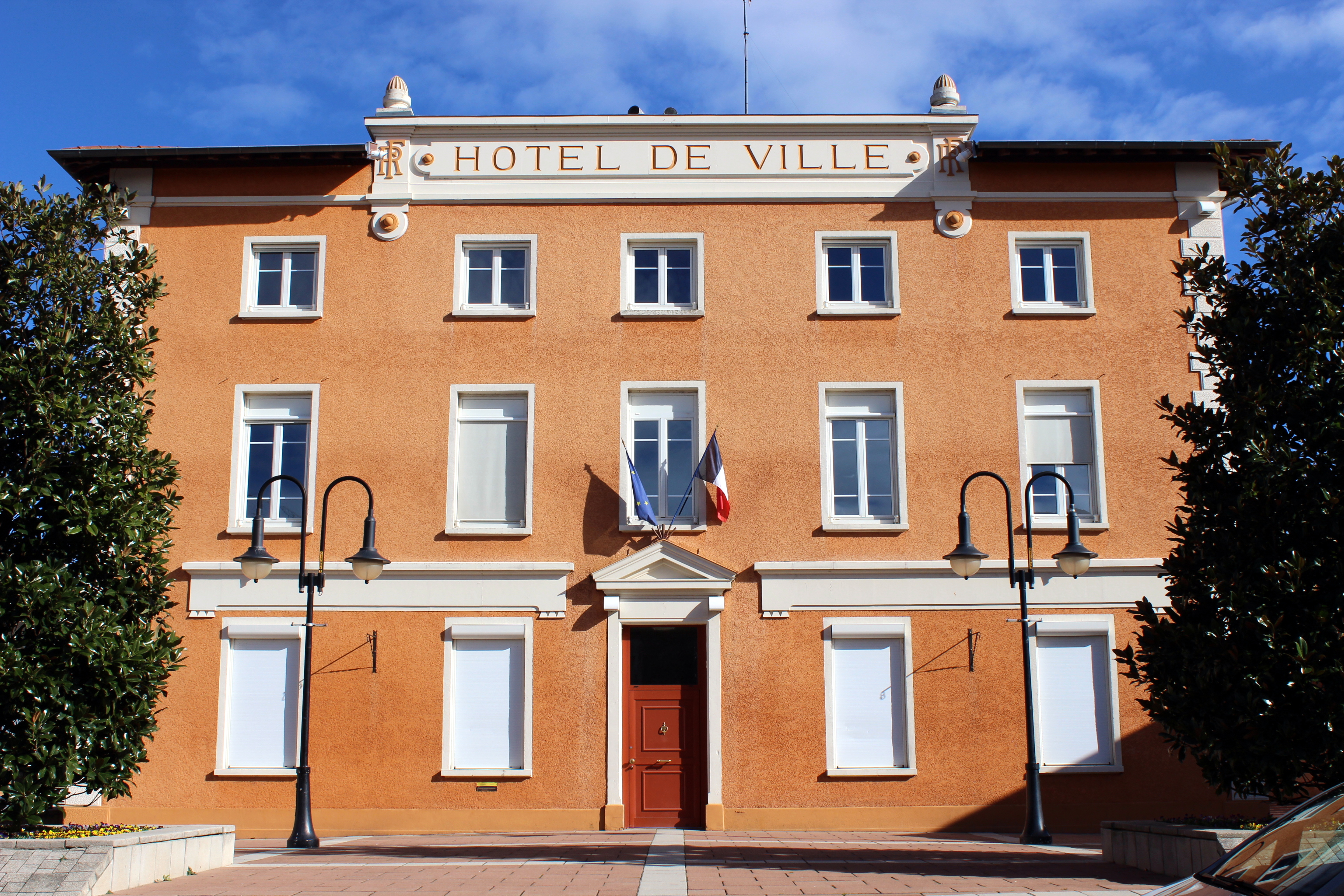
L'ancien Hôtel de Ville, aujourd’hui détruit.

Depuis 1946, quatre maires seulement se sont succédé :
| Période       | Période       | Identité           | Étiquette         | Qualité |
| ------------- | ------------- | ------------------ | ----------------- | --- |
| 1946          | mars 1971     | Sylvain Bacconnier | MRP               | Administrateur de la coopérative des blés de la Grive Membre du comité betteravier                                       |
| mars 1971     | mars 1977     | Marcel Ribail      |                   | Retraité, maire honoraire                                                                                                |
| mars 1977     | décembre 2023 | Michel Bacconnier  | PCF puis PCF app. | Artisan garagiste retraité Démissionnaire pour raison de santé                                                           |
| décembre 2023 | En cours      | Mathieu Gaget      |                   | Ancien collaborateur parlementaire Adjoint au maire (2020 → 2023) 14e vice-président de la CA Porte de l'Isère (2020 → ) |

### Administration judiciaire
- Centre pénitentiaire de Saint-Quentin-Fallavier

### Jumelages
Au 27 juin 2015, Saint-Quentin-Fallavier est jumelée avec :
- Freigericht (Allemagne) depuis 1971 ;
- Gallicano nel Lazio (Italie) depuis 2002.

## Population et société

### Démographie
L'évolution du nombre d'habitants est connue à travers les recensements de la population effectués dans la commune depuis 1793. Pour les communes de moins de 10 000 habitants, une enquête de recensement portant sur toute la population est réalisée tous les cinq ans, les populations de référence des années intermédiaires étant quant à elles estimées par interpolation ou extrapolation. Pour la commune, le premier recensement exhaustif entrant dans le cadre du nouveau dispositif a été réalisé en 2006.
En 2022, la commune comptait 6 182 habitants, en évolution de +1,36 % par rapport à 2016 (Isère : +3,07 %, France hors Mayotte : +2,11 %).
| 1793  | 1800  | 1806  | 1821  | 1831  | 1836  | 1841  | 1846  | 1851  |
| ----- | ----- | ----- | ----- | ----- | ----- | ----- | ----- | ----- |
| 1 006 | 1 158 | 1 213 | 1 391 | 1 506 | 1 530 | 1 560 | 1 615 | 1 640 |

| 1856  | 1861  | 1866  | 1872  | 1876  | 1881  | 1886  | 1891  | 1896  |
| ----- | ----- | ----- | ----- | ----- | ----- | ----- | ----- | ----- |
| 1 592 | 1 645 | 1 665 | 1 575 | 1 544 | 1 505 | 1 465 | 1 462 | 1 467 |

| 1901  | 1906  | 1911  | 1921  | 1926  | 1931  | 1936  | 1946  | 1954  |
| ----- | ----- | ----- | ----- | ----- | ----- | ----- | ----- | ----- |
| 1 543 | 1 615 | 1 566 | 1 294 | 1 345 | 1 312 | 1 210 | 1 223 | 1 373 |

| 1962  | 1968  | 1975  | 1982  | 1990  | 1999  | 2006  | 2011  | 2016  |
| ----- | ----- | ----- | ----- | ----- | ----- | ----- | ----- | ----- |
| 1 483 | 1 860 | 4 069 | 4 321 | 4 977 | 5 841 | 6 111 | 5 869 | 6 099 |

| 2021  | 2022  | - | - | - | - | - | - | - |
| ----- | ----- | - | - | - | - | - | - | - |
| 6 129 | 6 182 | - | - | - | - | - | - | - |

### Enseignement
Saint-Quentin-Fallavier est rattachée à l'académie de Grenoble.
La commune administre et gère trois écoles maternelles (dont une est rattachée près de l'école élémentaire les Marronniers) et trois écoles élémentaires (l'école élémentaire les Marronniers et le groupe scolaire les Tilleuls et le groupe scolaire les Moines) communales et dispose d'une école maternelle et d'une école élémentaire privée (école privée Françoise Dolto).
Le département y gère aussi le collège les Allinges.

### Médias
Historiquement, le quotidien à grand tirage Le Dauphiné libéré consacre, chaque jour, y compris le dimanche, dans son édition du Nord-Isère, un ou plusieurs articles à l'actualité de la commune, ainsi que des informations sur les éventuelles manifestations locales, les travaux routiers, et autres événements divers à caractère local.

### Cultes
L'église paroissiale (propriété de la commune) est desservie par les prêtres de la paroisse Saint-Paul-des-Quatre-vents qui recouvrent dix communes. Cette paroisse est elle-même rattachée au diocèse de Grenoble-Vienne.

## Économie

### Revenus de la population et fiscalité
En 2011, le revenu fiscal médian par ménage était de 31 160 €, ce qui plaçait Saint-Quentin-Fallavier au 13 769e rang parmi les 31 886 communes de plus de 49 ménages en métropole.
En 2009, 48,6 % des foyers fiscaux n'étaient pas imposables.

### Emploi
En 2009, la population âgée de 15 à 64 ans s'élevait à 3 987 personnes, parmi lesquelles on comptait 64,6 % d'actifs dont 56,6 % ayant un emploi et 8,0 % de chômeurs.
On comptait 11 006 emplois dans la zone d'emploi, contre 9 542 en 1999. Le nombre d'actifs ayant un emploi résidant dans la zone d'emploi étant de 2 267, l'indicateur de concentration d'emploi est de 485,6 %, ce qui signifie que la zone d'emploi offre près de cinq emplois par habitant actif.

### Entreprises et commerces
Au 31 décembre 2010, Saint-Quentin-Fallavier comptait 723 établissements : 19 dans l’agriculture-sylviculture-pêche, 75 dans l'industrie, 47 dans la construction, 511 dans le commerce-transports-services divers et 71 étaient relatifs au secteur administratif.
En 2011, 46 entreprises ont été créées à Saint-Quentin-Fallavier, dont 18 par des autoentrepreneurs.
La ZI comptait[Quand ?] 283 entreprises pour un total de 11 200 salariés. Le principal employeur est le secteur de la logistique ; les autres secteurs sont principalement le BTP et les autres activités de services.
Parmi les 723 établissements de la commune, on peut citer :
- la société de robinetterie Thermador, créée après 1968. Elle emploie 257 salariés et a un chiffre d'affaires de 194 millions d'euros. La grille des salaires se situe dans une fourchette de 1 à 10 et tous les salaires y sont exposés et discutés de manière publique[40] ;
- la société Martinet qui y a implanté son siège social ;
- la société RueDuCommerce qui y a implanté son retour SAV.
- La société de transport Dupessey qui annonce en 2016 son installation dans un entrepôt de 18 000 m2[41]
- Le centre de recherche de la société Parex Group

Saint-Quentin-Fallavier possède une plateforme industrielle et logistique qui est considérée comme d'importance internationale et qui ne cesse de croître, avec un trafic estimé à 5 000 poids lourds par jour et 1,5 million de m² d’entrepôts début 2007. L'activité logistique bénéficie de la présence de l'échangeur de l'A43, la proximité de l'aéroport Saint-Exupéry, et la ligne SNCF Lyon-Grenoble. Les embranchements frets y sont nombreux, et une future extension vers l'Italie et notamment Turin est toujours d'actualité bien que la mise en service de cette liaison soit sans cesse reportée (Pour plus d'info voir ligne Lyon-Turin).

## Culture locale et patrimoine

### Lieux et monuments

#### Monuments historiques
La commune compte deux monuments répertoriés à l'inventaire des monuments historiques :
- la maison forte des Allinges (XIVe siècle)[43], inscrite depuis le 27 juillet 2010[44] ;
- La Sarrazinière à Monthion. Ses vestiges datant de l'époque romaine sont classés depuis le 5 janvier 1950[45].

#### Autres lieux et monuments
Outre les deux monuments historiques, l'espace naturel de Fallavier, zone protégée et classée, englobe également :
- le château de Fallavier (XIIIe siècle) qui comprend deux enceintes et un donjon circulaire. Il offre une vue panoramique exceptionnelle. C'est aussi le lieu où furent tournés certains épisodes de la série télévisée Kaamelott lors des scènes du château des livres I à III ;
- le monument aux morts communal se présente sous la forme d'un statuaire représentant un soldat au repos avec une colombe de la paix à son pied, réhaussé sur un piédestal auquel on accède grâce à cinq marches. Les inscriptions honorent les victimes originiares de la commune durant plusieurs conflits : Guerre franco-prussienne (1870-71), Première Guerre mondiale (1914-1918), Seconde Guerre mondiale (1939-45) et guerres de l'AFN-Algérie (1954-1962)[46].
- le hameau de Fessy présente des maisons à l'architecture rurale traditionnelle, certaines parties datant du Moyen Âge) ;

### Patrimoine naturel
- La pierre à cupules, d'origine morainique de Saint-Quentin (pierre du vallon de la Fuly) a été déplacée et déposée au flanc de l'église paroissiale[Note 7].
- Église Saint-Quentin de Saint-Quentin.
- L'espace naturel sensible (ENS) de l'étang de Fallavier et Vallon du Layet, labellisé en 2007. 500 espèces sont recensés, notamment au niveau de sa roselière[47].
- une partie des marais de la Bourbre ;
- la colline du Relong, qui abrite l'observatoire du club d'astronomie Sirius de Villefontaine (commune voisine) ;
- le site du Relong, labellisé Patrimoine en Isère[48].

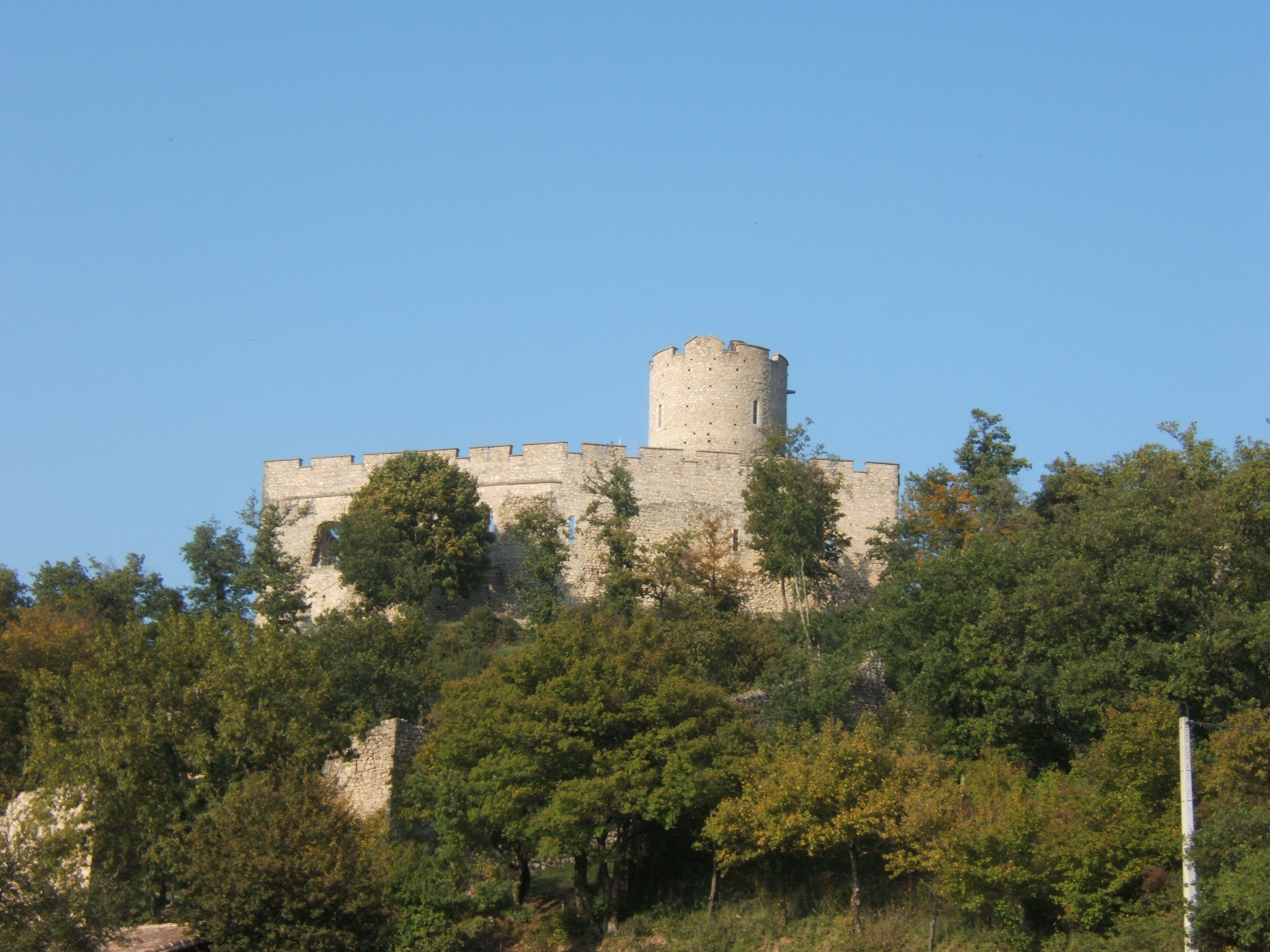
Le château de Fallavier.
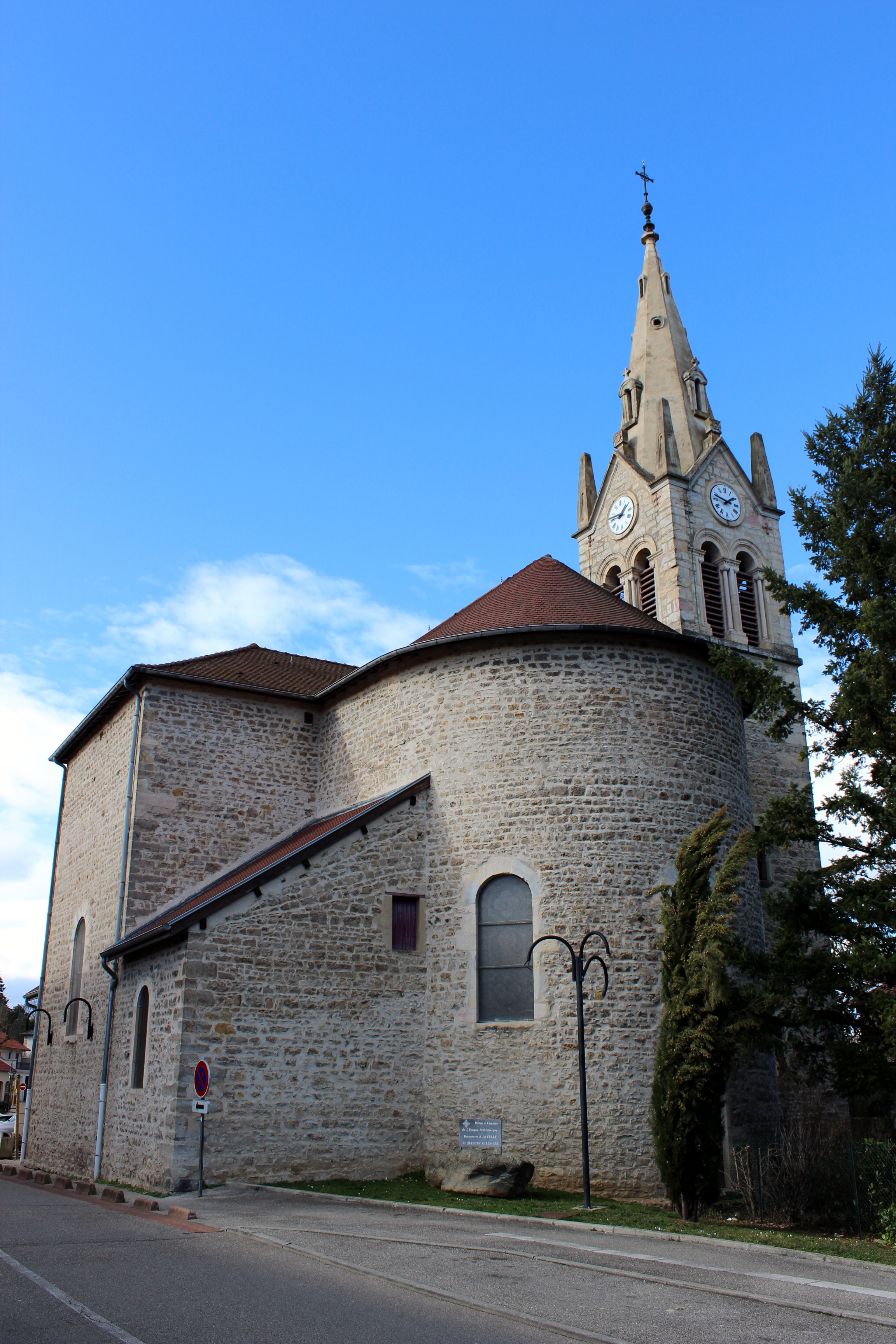
L'église paroissiale.
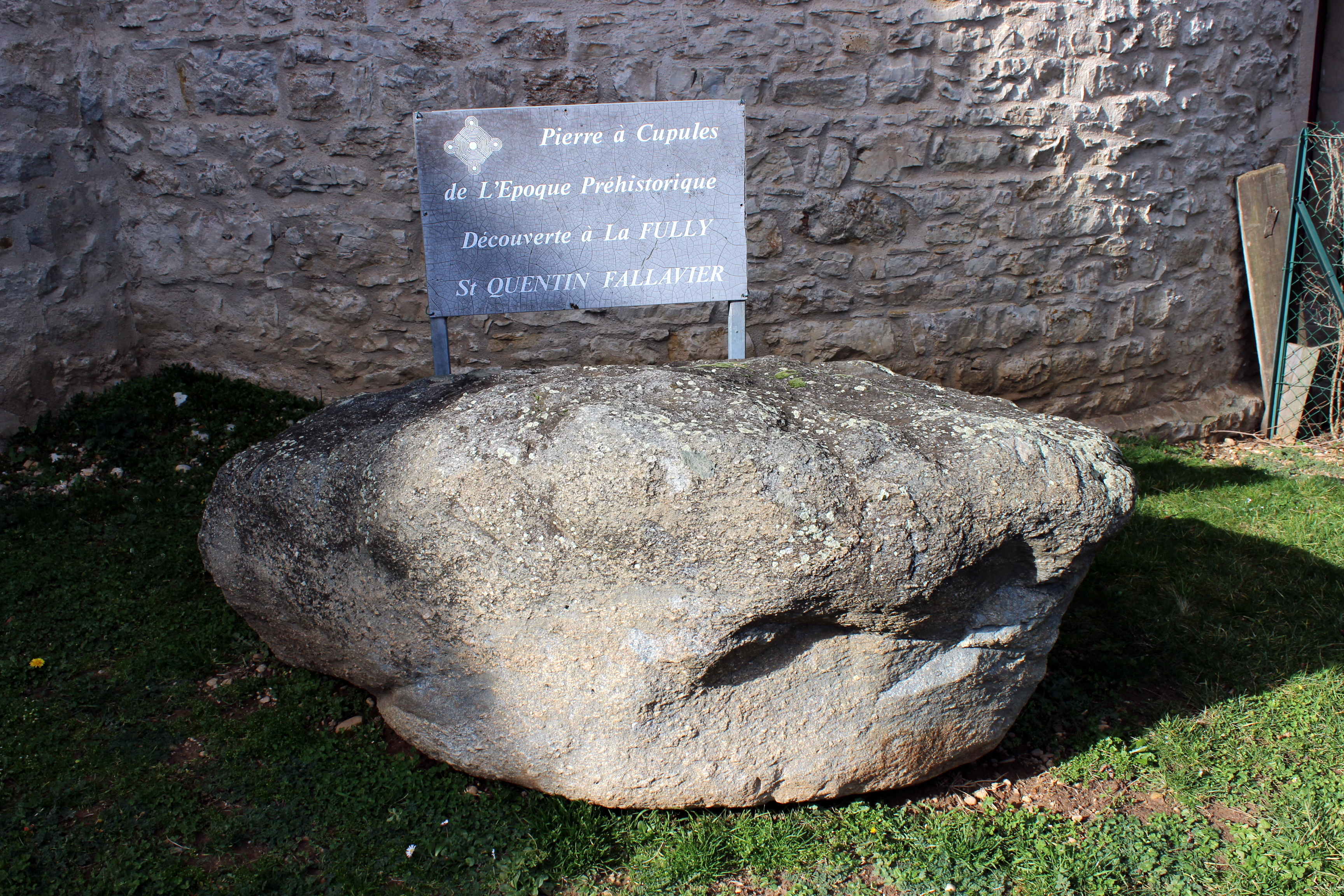
Pierre à cupules de Saint-Quentin-Fallavier.

### Patrimoine culturel
Le musée de la vie rurale est situé dans la commune. Créé en 1990 par un agriculteur retraité, le musée qui comprend un bâtiment de 1 500 m2 permet de faire découvrir aux visiteurs le patrimoine agricole et artisanal, grâce à la restauration de matériels et des machines dont un moulin à huile de noix, ainsi qu'un pressoir à vis.

### Espaces verts et fleurissement
En mars 2017, la commune confirme le niveau « une fleur » au concours des villes et villages fleuris, ce label récompense le fleurissement de la commune au titre de l'année 2016.

### Personnalités liées à la commune
- Pierre Arnaud (1942), ancien professeur d'éducation physique, historien spécialiste de l'histoire du sport, y a fait ses études primaires.
- Jérémie Bréchet (1979), footballeur, formé à l'OSQ Football de Saint-Quentin-Fallavier.
- Julien Faussurier (1987), footballeur, formé à l'OSQ Football de Saint-Quentin-Fallavier.
- Gaëtan Perrin (1996), footballeur, formé à l'OSQ Football de Saint-Quentin-Fallavier.

### Héraldique
| Blason de Saint-Quentin-Fallavier | Blason  | Cinq points d’or équipolés à quatre d’azur, le point du chef chargé de 12 étoiles ordonnées en anneau, celui du flanc dextre d’une fleur de lys et celui du flanc senestre d’un dauphin, à la tour de Fallavier sur un mont mouvant de la pointe, brochant sur le pointe et en partie sur les cantons de la pointe et le cœur, le tout aussi d’or, aux ceux clous de mineur d’argent passées en sautoir brochant sur le tout. |
| Blason de Saint-Quentin-Fallavier | Détails | Le statut officiel du blason reste à déterminer. |